# NGC 5525
NGC 5525 is een lensvormig sterrenstelsel in het sterrenbeeld Ossenhoeder. Het hemelobject werd op 3 mei 1883 ontdekt door de Franse astronoom Édouard Jean-Marie Stephan.

## Synoniemen
- UGC 9124
- MCG 3-36-96
- ZWG 103.132
- PGC 50946